# Сиглинка (приток Волхова)
Сиглинка — река в России, протекает в Волховском районе Ленинградской области. Исток - болота юго-западнее г. Волхов. Устье реки находится в 45 км по левому берегу реки Волхов напротив деревни Бережки. Длина реки составляет 23 км, площадь водосборного бассейна 80,6 км². Глубины - от 0,5 до 1,5-2,0 м (возле устья). Вода темная, так как река вытекает с торфяных болот.
Река пересекает железнодорожную ветку Волховстрой-1 — Чудово-Московское и (у устья) автодорогу А115. По состоянию на осень 2013 г. ведется ремонт автомобильного моста на трассе Волхов-Кириши.
Возле трассы (западнее на 50 м.) расположены остатки старого моста, опоры из камней и булыжников.
В реке водится щука, окунь, на берегу замечены следы кабанов, бобров. Возможен заплыв на лодке со стороны р. Волхов до порогов (примерно 800 м. вверх по течению.

## Данные водного реестра
По данным государственного водного реестра России относится к Балтийскому бассейновому округу, водохозяйственный участок реки — Волхов, речной подбассейн реки — Волхов. Относится к речному бассейну реки Нева (включая бассейны рек Онежского и Ладожского озера).
По данным геоинформационной системы водохозяйственного районирования территории РФ, подготовленной Федеральным агентством водных ресурсов:
- Код водного объекта в государственном водном реестре — 01040200612102000019636
- Код по гидрологической изученности (ГИ) — 102001963
- Код бассейна — 01.04.02.006
- Номер тома по ГИ — 2
- Выпуск по ГИ — 0